# Isoplenodia arrogans
Isoplenodia arrogans är en fjärilsart som beskrevs av Louis Beethoven Prout 1932. Isoplenodia arrogans ingår i släktet Isoplenodia och familjen mätare. Inga underarter finns listade i Catalogue of Life.